# Autumn Morning
"Autumn Morning" (Hangul: 가을 아침; RR: Gaeul Achim) là bài hát tiếng Hàn được thu âm bởi ca sĩ Hàn Quốc IU cho mini album thứ chín của cô A Flower Bookmark 2 (2017). Bài hát là bản remake được làm lại từ bài hit của ca sĩ folk Hàn Quốc Yang Hee-eun được phát hành vào năm 1991. Bài hát được phát hành vào ngày 18 tháng 9 năm 2017 như là một bài hát phát hành trước từalbum remake thứ hai của cô.
"Autumn Morning" thành công về mặt thương mại tại Hàn Quốc, đứng đầu trên tất cả các trang web âm nhạc lớn. Bài hát ra mắt tại vị trí thứ nhất trên Gaon Digital Chart, trở thành single đứng nhất thứ 17 của cô tại Hàn Quốc.
Bài hát được phát hành bốn ngày trước album sắp tới của IU A Flower Bookmark 2, trùng với ngày kỷ niệm chín năm cô gia nhập vào làng nhạc Hàn Quốc.

## Phát hành
Trong tập ngày 17 tháng 9 của Hyori's Homestay, một đoạn clip ngắn của "Autumn Morning" đã được bật làm nhạc nền. Vào nửa đêm của ngày 18 tháng 9, IU đăng tải bản cover của bài hát lên trên tài khoản Instagram cá nhân của cô để thông báo đến fan của mình chờ đợi món quà vào lúc 7 giờ sáng. Bài hát được phát hành vào thứ Hai, ngày 18 tháng 9 năm 2017 vào lúc 7am KST.

## Sáng tác
"Autumn Morning" là một bài hát folksy tối giản bắt đầu bằng một phong cách capella, vẫn phong cách này trong suốt một phút trước khi có tiếng guitar, điềm đạm và đơn giản. Bài hát đặc biệt cho thấy giọng ca dịu dàng  của IU khi không có nhạc đệm. Bài hát là bản cover của ca sĩ folk Hàn Quốc Yang Hee-eun và nghệ sĩ guitar Lee Byung-woo phát hành vào năm 1991. Cô cũng hợp tác với nghệ sĩ guitar Jung Sung-ha và nhạc sĩ dân gian Hareem.
Bài hát nói về một người đàn ông nhớ lại một trong những kí ức đẹp của anh trong quá khứ về một buổi sáng mùa thu giản dị và bình thường.

## Diễn biến trên bảng xếp hạng
Bài hát đạt vị trí thứ nhất trên Instiz iChart khi phát hành, và cuối cũng đã được một Perfect All-Kill vào hai ngày sau đó, là single đạt vị trí thứ nhất trên tất cả các trang web âm nhạc lớn của Hàn Quốc trong cùng một lúc. "Autumn Morning" là Perfect All-Kill thứ mười một của cô trong sự nghiệp (IU đã nâng tổng số lên thành 12 Perfect All-Kill). Trong tuần bài hát phát hành, bài hát ra mắt tại vị trí thứ nhất trên Gaon Digital Chart cho bảng xếp hạng tuần thứ 38 của năm - 17 tháng 9 đến 23 tháng 9, trở thành vị trí thứ nhất lần thứ 17 của IU trên bảng xếp hạng; con số đã nâng lên thành 18 tính đến tháng 12 năm 2017. Vào ngày 28 tháng 9, bài hát đã đạt được "Triple Crown" cho vị trí thứ nhất trên Gaon Combined Digital Chart, Online Download Chart và Online Streaming Chart.
Vào tuần phát hành, bài hát đã đạt được 379,326 lượt tải theo Gaon phá vỡ kỉ lục cho "ca khúc có số download tuần đầu cao nhất" năm 2017 mà trước đó được xác lập bởi Knock Knock. Bài hát cũng đứng đầu Download Chart của tháng 9 với 524,389 lượt tải. "Autumn Morning" cũng đã thu hút số lượng phát trực tuyến khổng lồ, với 9,082,798 lần trong tuần đầu tiên bài hát phát hành, đứng đầu bảng xếp hạng phát trực tuyến. Bài hát vẫn trụ ở vị trí thứ nhất của bảng xếp hạng phát trực tuyến trong tuần thứ hai, với 7,751,411 lần vào tuần đó.
Bài hát cũng ra mắt tại vị trí thứ nhất trên cả hai bảng xếp hạng  Mobile và Background Music của Gaon, củng cố độ phổ biến của bài hát.

## Trình diễn trực tiếp
IU trình diễn bài hát lần đầu tiên tại lễ trao giải Golden Disc Awards lần thứ 32 vào năm 2018, cùng với màn trình diễn các bài hit của cô "Through the Night" và "Can't Love You Anymore".
IU cũng đã trình diễn bài hát tại concert tour 2017 của cô "Palette" cùng với các bài hát khác từ album A Flower Bookmark 2 của cô.

## Danh sách đĩa nhạc
| Digital download | Digital download                          | Digital download            | Digital download | Digital download | Digital download |
| STT              | Nhan đề                                   | Phổ lời                     | Phổ nhạc         | Arrangement      | Thời lượng       |
| ---------------- | ----------------------------------------- | --------------------------- | ---------------- | ---------------- | ---------------- |
| 1.               | "Autumn Morning" (가을 아침; Gaeul Achim) | Lee Byung-woo, Yang Hee-eun | Lee Byung-woo    | Jung Sung-ha     | 3:38             |
| Tổng thời lượng: | Tổng thời lượng:                          | Tổng thời lượng:            | Tổng thời lượng: | Tổng thời lượng: | 3:38             |

## Bảng xếp hạng
| Bảng xếp hạng (2017) | Vị trí xếp hạng |
| -------------------- | --------------- |
| Hàn Quốc (Gaon)      | 1               |

### Doanh số
| Bảng xếp hạng                | Doanh số   |
| ---------------------------- | ---------- |
| Hàn Quốc Gaon Download Chart | 1,110,928+ |